# Symplocos pycnobotrya
Symplocos pycnobotrya är en tvåhjärtbladig växtart som beskrevs av Carl Friedrich Philipp von Martius och Friedrich Anton Wilhelm Miquel. Symplocos pycnobotrya ingår i släktet Symplocos och familjen Symplocaceae. Inga underarter finns listade i Catalogue of Life.